# Michelle Bourret
Michelle Bourret (17. november 1900 – 14. februar 1989) var en fransk danserinde og malerinde. Hun var fra 1930 maleren J.F. Willumsens samleverske. Han havde mødt hende i 1928, og de forblev sammen til hans død 1958.
Bourret optrådte også selv som maler og har bl.a. udført en række malerier med skovmotiver. Hendes stil var påvirket af Willumsens.
Hendes signatur kan ses her.

## Værker
- Det såkaldte museum i 43 Rue des Pnochettes, Nice (1933, J.F. Willumsens Museum)
- Den gamle kunstmaler og hans muse (1947, sammen med J.F. Willumsen. 183x162 cm. Inv. 254. J.F. Willumsens Museum)
- Le Drac (1950. Sign. M.B. 1950. 74x54 cm. (87x68 cm.). Solgt hos Barnebys.se)[1]
- Guldsmede (1950. Solgt på Bruun Rasmussen Kunstauktioner 31. maj 2010 som lot nr. 429)[2]
- Dyrehaven (1951. Sign. M.B. 1951. 41x33 cm. Solgt på Bruun Rasmussen Kunstauktioner 16. marts 2009 som lot nr. 441)[2][3]
- Den hellige Frans af Assisi (1953. Sign. MB 1953. 64x82 cm. Solgt på Bruun Rasmussen Kunstauktioner 8. oktober 2007 som lot nr. 345)[2]
- L'arbre bleu (65x81 cm. solgt hos Thierry-Lannon i Brest 19. december 2009 som lot nr. 336)[4][2]

## J.F. Willumsens portrætter af Bourret
- Madame Michelle Bourret. "Beskedenhed" (1930)
- Diana jager i den sorte skov. Portræt af Mme M. Bourret (1930)
- Diana jager i den sorte skov. Studie til hovedet, der er et portræt af Mme M. Bourret (1930)
- Bevæget. Mme Michelle Bourret (1931)
- Michelle Bourret danser Sømandens reel (1931)
- Michelle Bourret danser Ilddansen (1931)
- I tanker. Den lilla hat. Portræt af Mme Bourret (1932)
- Michelle Bourret. L'Étoile (1932)
- Michelle Bourret danser Harlekin (1934)
- Michelle Bourret danser Valse Boston (1935)
- En ung dame. Michelle Bourret (1940)
- Michelle Bourret (1940, buste)
- Skitse af Michelle Bourret (1946)